# Hevesugra
Hevesugra (1901-ig Ugra) néhai település a mai Heves vármegye területén.

## Fekvése
Hevesugra az Alföld északi peremén, Gyöngyöstől keletre fekszik.

## Története
1950-ig kisközség Heves vármegye Gyöngyösi járásában, a detki körjegyzőségben. A népesség legnagyobb hányada őstermelő volt. A 18. században átépítették középkori templomát.
1950-ben Gyöngyöshalmaj községgel egyesítették Halmajugra néven.

## Lakosságszám alakulása
Kisközségről lévén szó, óriási változások nem mentek végbe a lakosság számát illetően az évek alatt.
- 1900-ban 488,
- 1910-ben 571,
- 1920-ban 574,
- 1930-ban 592,
- 1941-ben pedig 556 főt számlált a falu lakossága.